# André Lavie
André Lavie (Francia, 28 de junio de 1959-12 de julio de 1990) es un atleta francés retirado especializado en la prueba de 800 m, en la que consiguió ser subcampeón europeo en pista cubierta en 1984.

## Carrera deportiva
En el Campeonato Europeo de Atletismo en Pista Cubierta de 1984 ganó la medalla de plata en los 800 metros, con un tiempo de 1:48.35 segundos, tras el italiano Donato Sabia y por delante del británico Phil Norgate.
Al año siguiente, en el Campeonato Europeo de Atletismo en Pista Cubierta de 1985 terminó quinto en la misma prueba, por detrás de los españoles Colomán Trabado y Benjamín González y del británico Ikem Billy.
Además ha sido campeón francés en pista cubierta en la misma distancia, en 1986 y 1988.